# Clonskeagh
Clonskeagh är en förort till Irlands huvudstad Dublin, delvis inom stadsgränsen och delvis i Dun Laoghaire-Rathdown. Clonskeagh ligger 18 meter över havet och antalet invånare är 4 500.